# Volema myristica
Volema myristica (nomeada, em inglêsː heavy crown conch ou nutmeg melongena) é uma espécie de molusco gastrópode marinho, costeiro-estuarino e predador, pertencente à família Melongenidae, na subclasse Caenogastropoda e ordem Neogastropoda. Foi classificada por Peter Friedrich Röding, em 1798, na obra Museum Boltenianum sive Catalogus cimeliorum e tribus regnis naturae quae olim collegerat Joa. Fried Bolten, M. D. p. d. per XL. annos Proto physicus Hamburgensis. Habita áreas de variação de salinidade, como lodaçais entre marés e manguezais, ambiente próximo à foz de rios, do oeste do oceano Pacífico; do Japão ao Sudeste Asiático.

## Descrição da concha
Sua concha é moderadamente grossa e piriforme com, no máximo, 8 centímetros de comprimento; com espiral moderadamente baixa e protoconcha pequena. Apresenta uma superfície estriada com uma série de pregas pontiagudas junto à sua sutura (junção entre as voltas) ou com uma série de projeções espiniformes, mais ou menos altas, na borda mais larga de sua volta final; muitas vezes acompanhadas de outra sequência de projeções espiniformes na metade final de sua volta corporal. Abertura dotada de lábio externo fino a levemente engrossado e coloração castanha ou amarelada, em sua borda; dotada de grande opérculo córneo e oval, em forma de unha e com anéis concêntricos. O canal sifonal é curto e a columela é arredondada, sem pregas. Sua coloração vai do castanho a tons de creme ou cinza, às vezes com faixas pardas. Em vida, um perióstraco lhes recobre.

## Habitat e distribuição geográfica
Volema myristica habita águas rasas, em regiões de tropicais do oeste do oceano Pacífico; do Japão ao Sudeste Asiático, incluindo Singapura, Indonésia e Filipinas; em áreas de variação de salinidade, como lodaçais entre marés e manguezais, ambiente próximo à foz de rios.

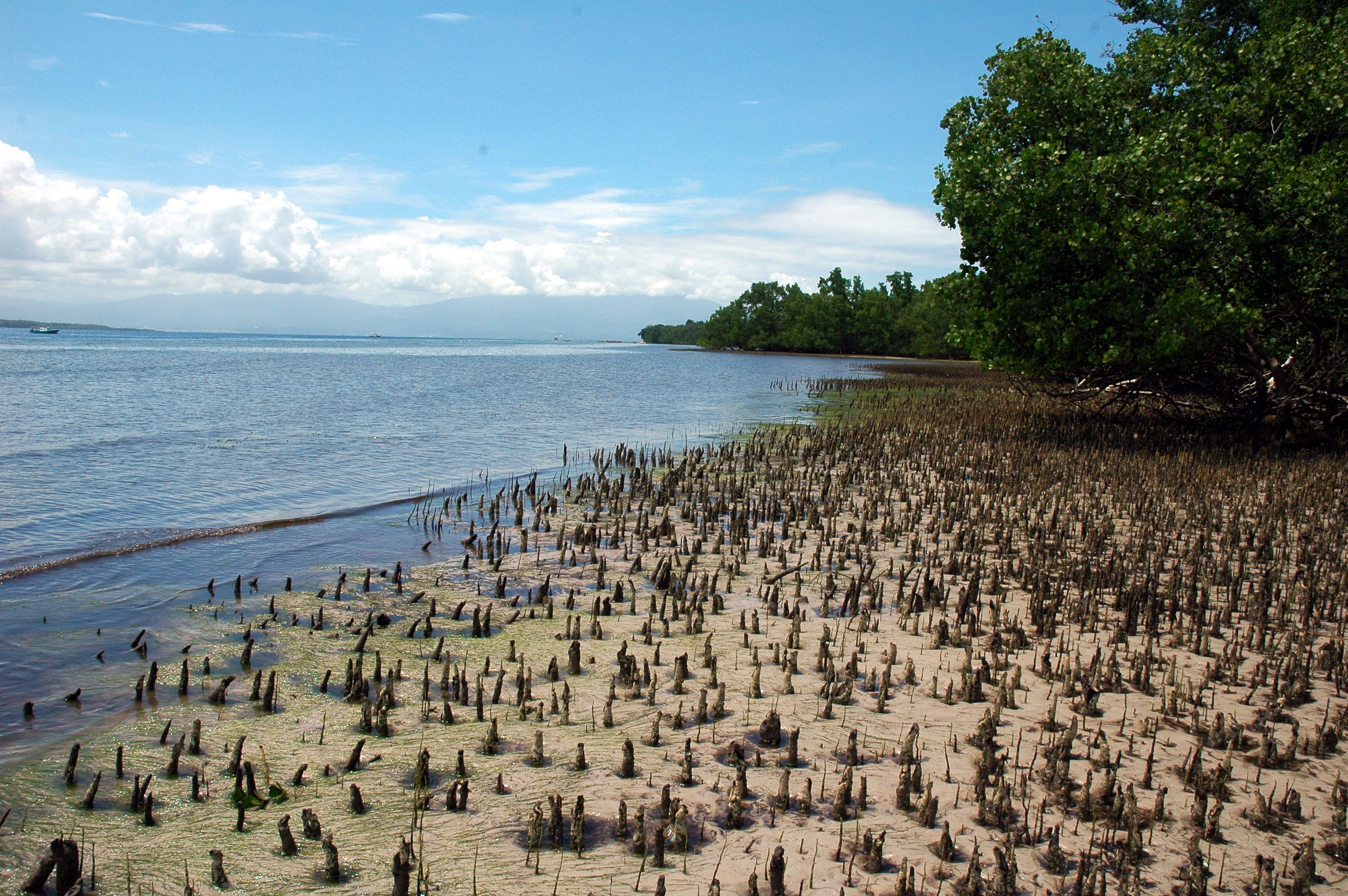
Fotografia de um manguezal na Indonésia, habitat de V. myristica.